# Frédille
Frédille é uma comuna francesa na região administrativa do Centro, no departamento Indre. Estende-se por uma área de 6,42 km². Em 2010 a comuna tinha 74 habitantes (densidade: 11,5 hab./km²).